# Étoges
Étoges är en kommun i departementet Marne i regionen Grand Est (tidigare regionen Champagne-Ardenne) i nordöstra Frankrike. Kommunen ligger i kantonen Montmort-Lucy som tillhör arrondissementet Épernay. År 2022 hade Étoges 417 invånare.

## Befolkningsutveckling
Antalet invånare i kommunen Étoges
| Referens: INSEE |